# Ronde van Frankrijk 1971
| Route van de Ronde van Frankrijk 1971. |                      |              |
| Eindklassement                         |                      |              |
| Algemeen klassement                    | Eddy Merckx          | 96u 45' 14"  |
| Tweede                                 | Joop Zoetemelk       | + 9' 51"     |
| Derde                                  | Lucien Van Impe      | + 11' 06"    |
| Vierde                                 | Bernard Thévenet     | + 14' 50"    |
| Vijfde                                 | Joaquim Agostinho    | + 21' 00"    |
| Zesde                                  | Leif Mortensen       | + 21' 38"    |
| Zevende                                | Cyrille Guimard      | + 22' 58"    |
| Achtste                                | Bernard Labourdette  | + 30' 07"    |
| Negende                                | Lucien Aimar         | + 32' 45"    |
| Tiende                                 | Vicente Lopez Carril | + 36' 00"    |
| Rode Lantaarn                          | Georges Chappe (94e) | + 3h 04' 54" |
| Puntenklassement                       | Eddy Merckx          | 202 punten   |
| Tweede                                 | Cyrille Guimard      | 186 punten   |
| Derde                                  | Gerben Karstens      | 107 punten   |
| Bergklassement                         | Lucien Van Impe      | 228 punten   |
| Tweede                                 | Joop Zoetemelk       | 179 punten   |
| Derde                                  | Eddy Merckx          | 136 punten   |
| Ploegenklassement                      | BIC                  | -            |
| Tweede                                 | Molteni              | -            |
| Derde                                  | Peugeot              | -            |

De 58e editie van de Ronde van Frankrijk ging van start op 26 juni 1971 in Mulhouse en eindigde op 18 juli in Parijs. Er stonden 150 renners verdeeld over 15 ploegen aan de start.
- Aantal ritten: 20
- Totale afstand: 3608 km
- Gemiddelde snelheid: 38.084 km/h
- Aantal deelnemers: 150
- Aantal uitgevallen: 56

## Belgische en Nederlandse prestaties
In totaal namen er 35 Belgen en 21 Nederlanders deel aan de Tour van 1971.

### Belgische etappezeges
- Eric Leman won de 1e etappe deel A van Mulhouse naar Bazel, 6e etappe deel A van Roubaix naar Amiens en de 7e etappe van Rungis naar Nevers.
- Albert Van Vlierberghe won de 1e etappe deel C van Freiburg im Breisgau naar Mulhouse.
- Eddy Merckx won de 2e etappe van Mulhouse naar Straatsburg, de 13e etappe van Albi naar Albi, de 17e etappe van Mont-de-Marsan naar Bordeaux en de 20e etappe van Versailles naar Parijs.
- Walter Godefroot won de 9e etappe van Clermont-Ferrand naar Saint-Étienne.
- Herman Vanspringel won de 16e etappe deel B van Gourette/Les Eaux Bonnes naar Pau.

### Nederlandse etappezeges
- Gerben Karstens won de 1e etappe deel B van Bazel naar Freiburg im Breisgau.
- Rini Wagtmans won de 3e etappe van Straatsburg naar Nancy.
- Jan Krekels won de 19e etappe van Blois naar Versailles.

### Nederlandse eindklassering
- 2  Joop Zoetemelk
- 16 Rini Wagtmans
- 30 Jos van der Vleuten
- 50 Jan Krekels
- 59 Wim Prinsen
- 63 Gerben Karstens
- 75 Jan Janssen
- 80 Henk Benjamins
- 82 Huub Harings
- 87 Jan van Katwijk

## Etappes
- Proloog Mulhouse: Molteni
- 1ae Etappe Mulhouse - Bazel: Eric Leman (Bel)
- 1be Etappe Bazel - Freiburg im Breisgau: Gerben Karstens (Ned)
- 1ce Etappe Freiburg im Breisgau - Mulhouse: Albert Van Vlierberghe (Bel)
- 2e Etappe Mulhouse - Straatsburg: Eddy Merckx (Bel)
- 3e Etappe Straatsburg - Nancy: Rini Wagtmans (Ned)
- 4e Etappe Nancy - Marche-en-Famenne: Jean-Pierre Genet (Fra)
- 5e Etappe Dinant - Roubaix: Pietro Guerra (Ita)
- 6ae Etappe Roubaix - Amiens: Eric Leman (Bel)
- 6be Etappe Amiens - Le Touquet: Mauro Simonetti (Ita)
- 7e Etappe Rungis - Nevers: Eric Leman (Bel)
- 8e Etappe Nevers - Puy de Dôme: Luis Ocaña (Spa)
- 9e Etappe Clermont-Ferrand - Saint-Étienne: Walter Godefroot (Bel)
- 10e Etappe Saint-Étienne - Grenoble: Bernard Thévenet (Fra)
- 11e Etappe Grenoble - Orcières-Merlette: Luis Ocaña (Spa)
- 12e Etappe Orcières-Merlette - Marseille: Luciano Armani (Ita)
- 13e Etappe Albi - Albi: Eddy Merckx (Bel)
- 14e Etappe Revel - Luchon: José Manuel Fuente (Spa)
- 15e Etappe Luchon - Superbagnères: José Manuel Fuente (Spa)
- 16ae Etappe Luchon - Gourette/Les Eaux Bonnes: Bernard Labourdette (Fra)
- 16be Etappe Gourette/Les Eaux Bonnes - Pau: Herman Vanspringel (Bel)
- 17e Etappe Mont-de-Marsan - Bordeaux: Eddy Merckx (Bel)
- 18e Etappe Bordeaux - Poitiers: Jean-Pierre Danguillaume (Fra)
- 19e Etappe Blois - Versailles: Jan Krekels (Ned)
- 20e Etappe Versailles - Parijs: Eddy Merckx (Bel)

 winnaars gele trui · 
 puntenklassement · 
 bergklassement · 
 jongerenklassement · 
 tussensprintklassement · 
 combinatieklassement · 
 ploegenklassement · 
 strijdlust · 
rode lantaarn
records · meeste deelnames · ranglijst etappewinnaars · bekende beklimmingen · valpartijen · dopinggevallen · Grand Départ · Souvenir Henri Desgrange
1903 · 
1904 · 
1905 · 
1906 · 
1907 · 
1908 · 
1909 · 
1910 · 
1911 · 
1912 · 
1913 · 
1914 ·
1915 ·
1916 ·
1917 ·
1918 · 
1919 · 
1920 · 
1921 · 
1922 · 
1923 · 
1924 · 
1925 · 
1926 · 
1927 · 
1928 · 
1929 · 
1930 · 
1931 · 
1932 · 
1933 · 
1934 · 
1935 · 
1936 · 
1937 · 
1938 · 
1939 · 
1940 ·
1941 ·
1942 ·
1943 ·
1944 ·
1945 ·
1946 ·
1947 · 
1948 · 
1949 · 
1950 · 
1951 · 
1952 · 
1953 · 
1954 · 
1955 · 
1956 · 
1957 · 
1958 · 
1959 · 
1960 · 
1961 · 
1962 · 
1963 · 
1964 · 
1965 · 
1966 · 
1967 · 
1968 · 
1969 · 
1970 · 
1971 · 
1972 · 
1973 · 
1974 · 
1975 · 
1976 · 
1977 · 
1978 · 
1979 · 
1980 · 
1981 · 
1982 · 
1983 · 
1984 · 
1985 · 
1986 · 
1987 · 
1988 · 
1989 · 
1990 · 
1991 · 
1992 · 
1993 · 
1994 · 
1995 · 
1996 · 
1997 · 
1998 · 
1999 · 
2000 · 
2001 · 
2002 · 
2003 · 
2004 · 
2005 · 
2006 · 
2007 · 
2008 · 
2009 · 
2010 · 
2011 · 
2012 · 
2013 · 
2014 · 
2015 · 
2016 · 
2017 · 
2018 · 
2019 ·
2020 · 
2021 · 
2022 · 
2023 · 
2024 · 
2025